# Хворзан-е Олія
Хворзан-е Олія (перс. خورزن عليا) — село в Ірані, у дегестані Седе, в Центральному бахші, шахрестані Ерак остану Марказі. За даними перепису 2006 року, його населення становило 26 осіб, що проживали у складі 8 сімей.

## Клімат
Середня річна температура становить 10,44°C, середня максимальна – 29,04°C, а середня мінімальна – -10,90°C. Середня річна кількість опадів – 247 мм.
| Клімат поселення                              | Клімат поселення | Клімат поселення | Клімат поселення | Клімат поселення | Клімат поселення | Клімат поселення | Клімат поселення | Клімат поселення | Клімат поселення | Клімат поселення | Клімат поселення | Клімат поселення | Клімат поселення |
| Показник                                      | Січ.             | Лют.             | Бер.             | Квіт.            | Трав.            | Черв.            | Лип.             | Серп.            | Вер.             | Жовт.            | Лист.            | Груд.            |                  |
| Середній максимум, °C                         | 5,10             | 6,65             | 10,38            | 17,02            | 22,43            | 27,60            | 29,04            | 28,84            | 24,19            | 17,95            | 11,34            | 6,04             |                  |
| Середня температура, °C                       | −2,9             | −1,34            | 2,38             | 9,02             | 14,42            | 19,60            | 23,48            | 23,28            | 18,64            | 12,40            | 5,79             | 0,47             |                  |
| Середній мінімум, °C                          | −10,9            | −9,34            | −5,62            | 1,02             | 6,42             | 11,61            | 17,92            | 17,73            | 13,10            | 6,86             | 0,22             | −5,08            |                  |
| Норма опадів, мм                              | 36               | 37               | 46               | 33               | 27               | 4                | 1                | 1                | 0                | 8                | 22               | 32               |                  |
| Середньомісячна швидкість вітру, м/с          | 1.54             | 2.36             | 2.51             | 2.74             | 2.38             | 2.20             | 2.23             | 1.99             | 1.98             | 2.00             | 1.82             | 1.56             |                  |
| Середньомісячна сонячна радіація, кДж/м²·день | 9449             | 12446            | 15318            | 18536            | 22498            | 26924            | 26031            | 24338            | 21443            | 15915            | 11231            | 9165             |                  |
| --------------------------------------------- | ---------------- | ---------------- | ---------------- | ---------------- | ---------------- | ---------------- | ---------------- | ---------------- | ---------------- | ---------------- | ---------------- | ---------------- | ---------------- |
| Джерело:                                      |                  |                  |                  |                  |                  |                  |                  |                  |                  |                  |                  |                  |                  |